# Línea 74 (EMT Madrid)
La línea 74 de la EMT de Madrid une el Paseo del Pintor Rosales con el Parque de las Avenidas.

## Características

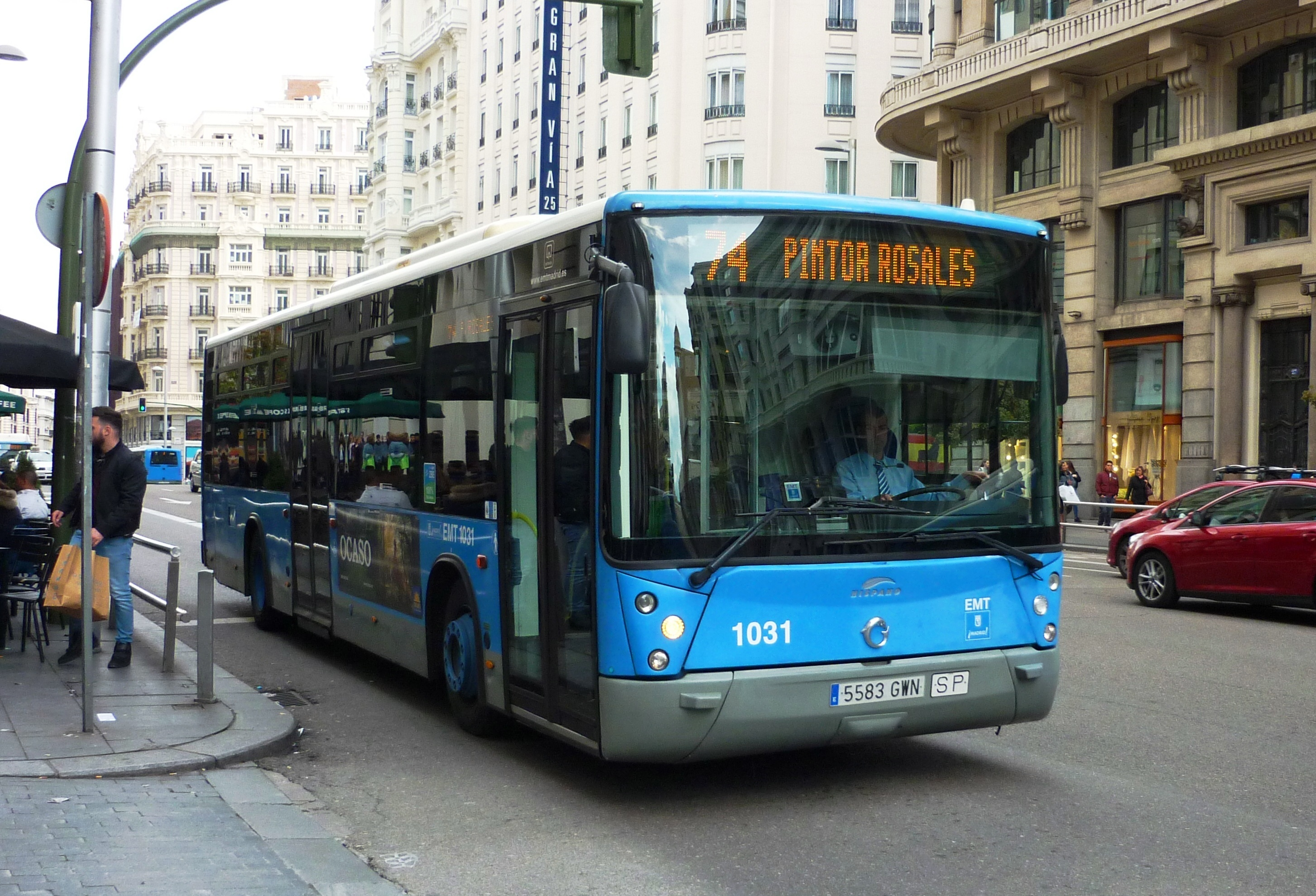
74 circulando por Gran Vía hacia Pintor Rosales, marzo de 2017

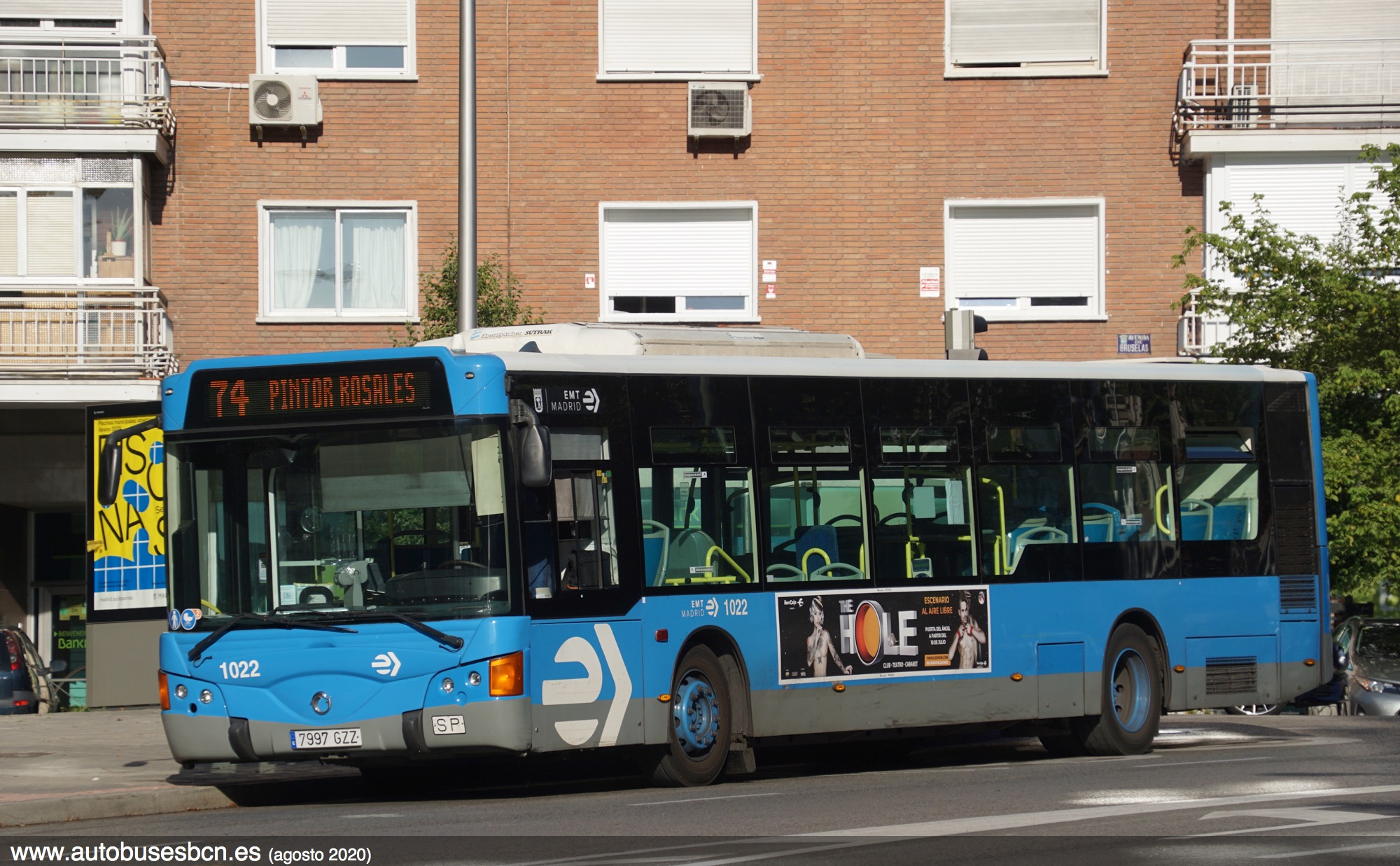
Final de Parque Avenidas en la Plaza Venecia, agosto de 2020

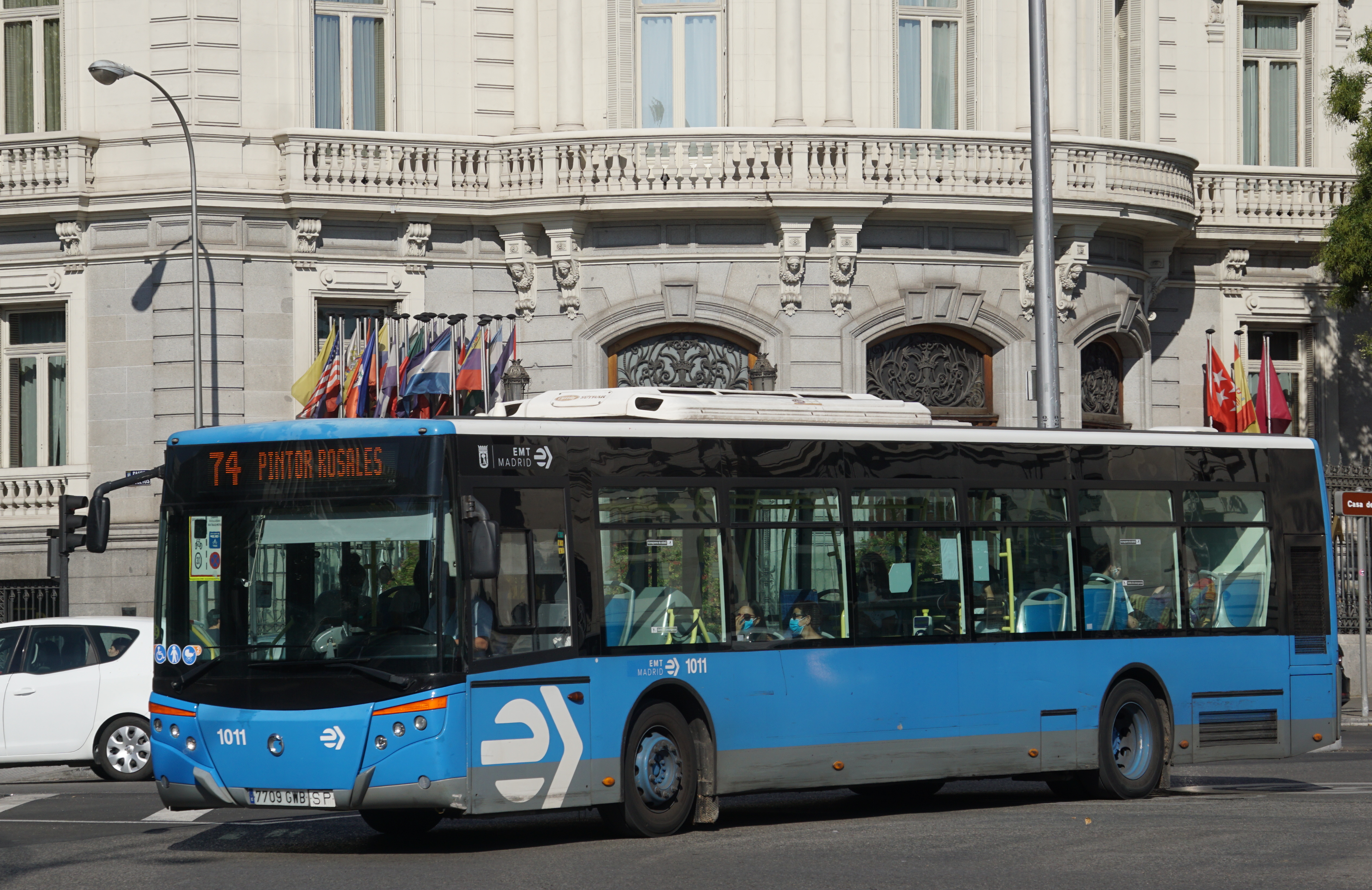
Plaza de Cibeles, agosto de 2020.

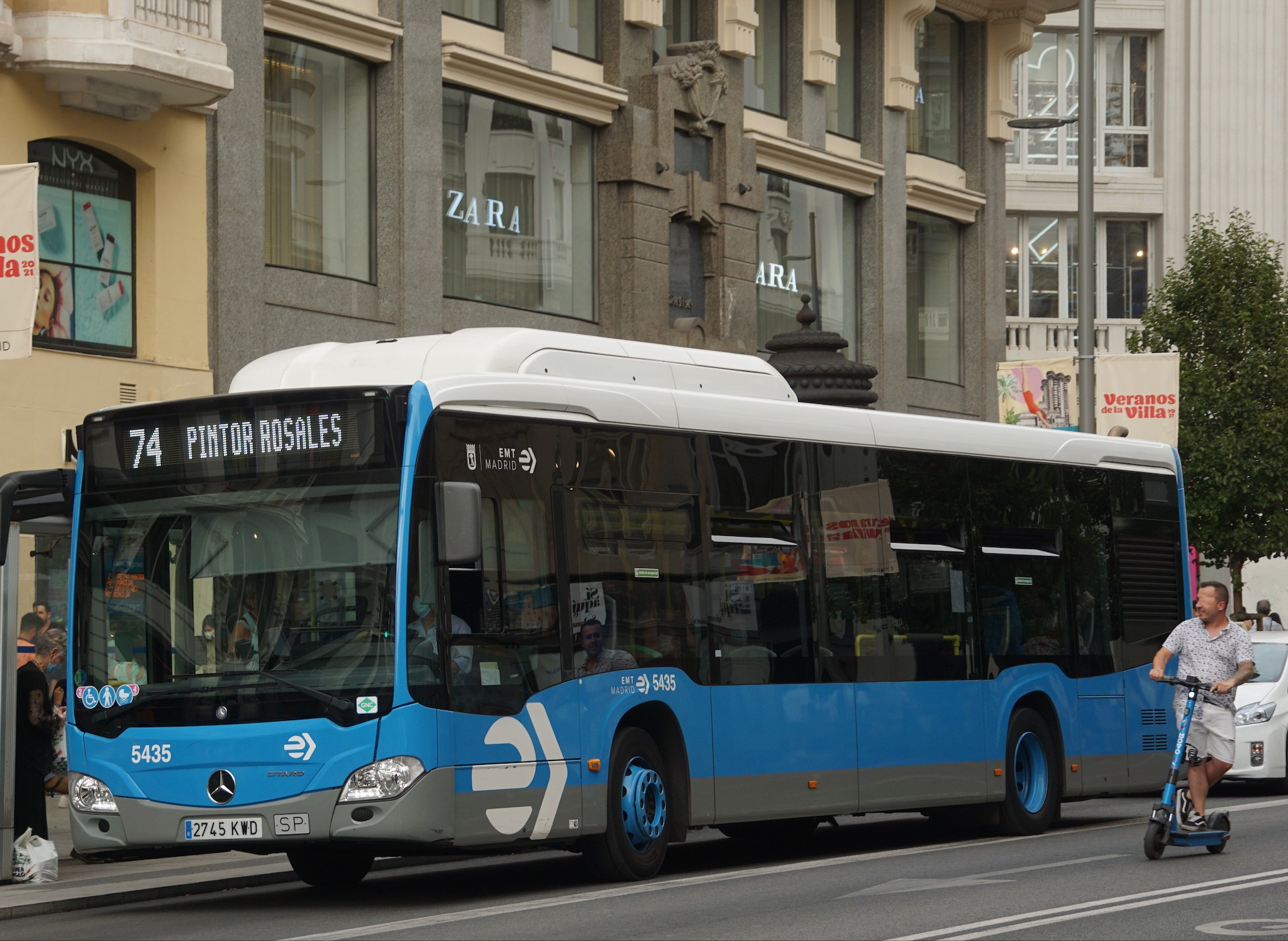
Gran Vía (Madrid), agosto de 2021.

La línea 74 es una línea pensada para unir sus cabeceras con el centro de la ciudad más que para unirlas entre sí, pues el tiempo de trayecto entre las mismas no baja de los 30 min en hora valle. Es una línea que comunica directamente el corazón del distrito de Salamanca (Velázquez, Serrano y Ortega y Gasset) con la Gran Vía además de unir directamente con el centro el Parque de las Avenidas al igual que lo hace la línea 53.
La línea 74 se creó en febrero de 1974 con un recorrido inicial entre la Plaza de la Independencia y el Parque de las Avenidas, recorrido que se prolongó en mayo del mismo año a través de la calle de Alcalá, la Gran Vía, la calle de Ferraz (ida) y el Paseo del Pintor Rosales (vuelta) hasta llegar al Paseo de Moret. De este modo absorbió el recorrido de la línea 1 raya roja (Cartagena - Paseo de Moret) que desapareció.
Esta línea recorre en su totalidad la Gran Vía y coincide en el tramo central de su recorrido con la línea 1 dado que su recorrido se basa en un antiguo ramal de ésta (desde la calle José Ortega y Gasset hasta la Plaza de España).
Hasta marzo de 2009, la línea se denominaba Paseo de Moret - Parque de las Avenidas, teniendo su cabecera al final de la calle Ferraz, pero a partir de esta fecha deja de recorrer parte de la calle Ferraz y el Paseo de Moret para unificar su cabecera con la línea 21, situada desde entonces en el Paseo del Pintor Rosales.
El 24 de septiembre de 2021, la línea amplió su recorrido desde la Avenida de Bruselas hasta llegar a la Plaza de Venecia, en donde gira a la izquierda para incorporarse a la Avenida de la Guindalera y su continuación natural, la Avenida Camilo José Cela, en donde establece su nueva cabecera, con el objetivo de acercar a los vecinos de Parque de las Avenidas y La Guindalera a su centro de salud de referencia.

### Frecuencias
| Lunes a viernes laborables |               |
| De 6:00 a 8:00             | 11-18 minutos |
| De 8:00 a 21:00            | 11-16 minutos |
| De 21:00 a 23:00           | 14-20 minutos |
| Sábados laborables         |               |
| De 6:00 a 10:00            | 16-25 minutos |
| De 10:00 a 20:00           | 15-20 minutos |
| De 20:00 a 23:00           | 19-26 minutos |
| Domingos y festivos        |               |
| De 7:00 a 10:00            | 17-33 minutos |
| De 10:00 a 21:00           | 17-21 minutos |
| De 21:00 a 23:00           | 20-30 minutos |

## Recorrido y paradas

### Sentido Parque de las Avenidas
La línea inicia su recorrido en el Paseo del Pintor Rosales, frente al final de la calle Romero Robledo, en un punto próximo a la cabecera de la línea 21, y se dirige por este paseo hacia el este hasta el final del mismo, donde gira a la izquierda para subir por la calle Evaristo San Miguel, recorriéndola entera.
Al final de la calle Evaristo San Miguel, la línea gira a la derecha para incorporarse a la calle de la Princesa, que recorre hasta la Plaza de España. A continuación recorre la Gran Vía entera hasta salir a la calle de Alcalá.
Al tomar la calle de Alcalá atraviesa la Plaza de Cibeles y la Plaza de la Independencia para poco después girar por la calle Velázquez, penetrando en el corazón del distrito de Salamanca.
Recorre esta calle hasta la intersección con la calle José Ortega y Gasset, donde gira a la derecha para incorporarse a la misma recorriéndola hasta el final, donde desemboca en Francisco Silvela. En dicha intersección gira a la izquierda e inmediatamente se desvía a la derecha por la calle Cartagena, por la que circula hasta la intersección con la Avenida de los Toreros, girando a la derecha para incorporarse a la misma.
La línea baja por la Avenida de los Toreros hasta casi el final, girando a la izquierda para tomar la calle Francisco Altimiras, que recorre entera así como su continuación, la calle Biarritz, al final de la cual desemboca en la Avenida de Bruselas, por la que circula hasta la Plaza de Venecia, donde gira a la izquierda para incorporarse a la Avenida de la Guindalera y su continuación natural, la Avenida Camilo José Cela, en donde establece su cabecera junto al Centro de Salud Baviera.
| Código | Parada                                          | Común con                | Conexiones con Metro y Cercanías | Otros |
| ------ | ----------------------------------------------- | ------------------------ | -------------------------------- | ----- |
| 4234   | PINTOR ROSALES                                  |                          |                                  |       |
| 1216   | Pintor Rosales-Teleférico                       | 62                       |                                  |       |
| 596    | Templo de Debod                                 | 62                       |                                  |       |
| 2777   | Evaristo San Miguel                             |                          |                                  |       |
| 173    | Ventura Rodríguez                               | 1 2 44 133 138 C2 001    | Ventura Rodríguez                |       |
| 741    | Plaza de España                                 | 1 2 44 133 138 C2 001    | Plaza de España                  |       |
| 171    | Gran Vía-Plaza de España                        | 1 2 3 46 001             | Plaza de España                  |       |
| 169    | Santo Domingo                                   | 1 2 3 46 146 001         | Santo Domingo                    |       |
| 723    | Gran Vía-Callao                                 | 1 2 3 46 146 001         | Callao                           |       |
| 724    | Gran Vía-Montera                                | 1 2 3 46 146 001         | Gran Vía Sol                     |       |
| 5138   | Gran Vía-Pedro Zerolo                           | 1 2 3 46 146 001 002     |                                  |       |
| 164    | Círculo de Bellas Artes                         | 1 2 3 46 146 001 002     |                                  |       |
| 70     | Cibeles                                         | 1 2 9 15 20 51 52 146    | Banco de España                  |       |
| 162    | Puerta de Alcalá-Retiro                         | 1 2 9 15 19 20 51 52 146 | Retiro                           |       |
| 423    | Velázquez-Villanueva                            | 1 9 19 51                |                                  |       |
| 424    | Velázquez-Goya                                  | 1 9 19 51                | Velázquez                        |       |
| 425    | Velázquez-Ayala                                 | 1 9 19 51                |                                  |       |
| 426    | Velázquez-Ortega y Gasset                       | 1 9 19 51                |                                  |       |
| 731    | Marqués de Salamanca                            | 1                        | Núñez de Balboa                  |       |
| 729    | Lista                                           | 1                        | Lista                            |       |
| 727    | Parque Eva Duarte                               | 1                        |                                  |       |
| 726    | Cartagena-Francisco Silvela                     | 1 43                     |                                  |       |
| 2778   | Avenida de los Toreros                          |                          |                                  |       |
| 688    | Avenida de los Toreros (C/ Francisco Altimiras) | 53                       |                                  |       |
| 689    | Biarritz                                        | 43 53                    |                                  |       |
| 690    | Bruselas                                        | 43 53                    | Parque de las Avenidas           |       |
| 692    | Plaza de Venecia                                | 43                       |                                  |       |
| 2374   | Avenida de la Guindalera                        | 43 122                   |                                  |       |
| 5025   | PARQUE DE LAS AVENIDAS (Av. Camilo José Cela)   |                          |                                  |       |

### Sentido Paseo del Pintor Rosales
El recorrido de vuelta entre la Avenida Camilo José Cela y el cruce de la Avenida de Bruselas con la calle de Brescia es igual al de ida pero en sentido contrario. En dicha intersección la línea continúa por la Avenida de Bruselas para después girar a la izquierda por la calle Luis Calvo, que recorre entera así como su continuación, la calle Colomer. Al final de la misma gira a la derecha para incorporarse a la Avenida de los Toreros, que recorre hasta el final, donde gira a la izquierda para incorporarse a Francisco Silvela y de nuevo a la derecha hacia José Ortega y Gasset, adentrándose en el corazón del distrito de Salamanca.
Recorre esta calle hasta la intersección con la calle Serrano, donde gira a la izquierda para incorporarse a la misma recorriéndola hasta llegar a la Puerta de Alcalá. A partir de aquí el recorrido de vuelta de nuevo es igual al de ida pero en sentido contrario hasta llegar a la Plaza de España.
En esta plaza toma la salida de la calle Ferraz, por la que circula hasta la intersección con la calle Lisboa, girando a la izquierda para circular por ésta hasta salir al Paseo del Pintor Rosales, donde tiene su cabecera.
| Código | Parada                                        | Común con                                      | Conexiones con Metro y Cercanías | Otros |
| ------ | --------------------------------------------- | ---------------------------------------------- | -------------------------------- | ----- |
| 5025   | PARQUE DE LAS AVENIDAS (Av. Camilo José Cela) |                                                |                                  |       |
| 3685   | Avenida Guindalera-Camilo José Cela           | 43                                             |                                  |       |
| 693    | Plaza de Venecia                              | 43 53                                          |                                  |       |
| 5264   | Bruselas                                      | 43 53                                          | Parque de las Avenidas           |       |
| 710    | Luis Calvo                                    | 53                                             |                                  |       |
| 711    | Avenida de los Toreros                        | 53                                             |                                  |       |
| 2779   | Avenida de los Toreros (N.º 45)               |                                                |                                  |       |
| 725    | Centro Cultural Buenavista                    | 1                                              |                                  |       |
| 728    | Parque Eva Duarte                             | 1                                              |                                  |       |
| 730    | Lista                                         | 1                                              | Lista                            |       |
| 732    | Marqués de Salamanca                          | 1                                              | Núñez de Balboa                  |       |
| 733    | Ortega y Gasset-Claudio Coello                | 1                                              |                                  |       |
| 449    | Serrano-Ortega y Gasset                       | 1 9 19 51                                      |                                  |       |
| 451    | Metro Serrano                                 | 1 9 19 51                                      | Serrano                          |       |
| 452    | Museo Arqueológico                            | 1 9 19 51                                      |                                  |       |
| 161    | Puerta de Alcalá                              | 1 2 9 15 20 51 52 146                          | Retiro                           |       |
| 69     | Cibeles                                       | 1 2 9 15 20 51 52 53 146 Exprés Aeropuerto 001 | Banco de España                  |       |
| 5135   | Círculo de Bellas Artes                       | 1 2 146 001                                    |                                  |       |
| 5137   | Gran Vía-Pedro Zerolo                         | 1 2 146 001                                    |                                  |       |
| 4094   | Gran Vía-Montera                              | 1 2 46 146 001                                 | Gran Vía Sol                     |       |
| 9      | Gran Vía-Callao                               | 1 2 46 146 001                                 | Callao                           |       |
| 168    | Santo Domingo                                 | 1 2 44 46 75 133 147 148 001                   | Santo Domingo                    |       |
| 170    | Gran Vía-Plaza de España                      | 3 46 75 148                                    | Plaza de España                  |       |
| 854    | Plaza de España                               | 3 25 39 46 75 138 148 158 C2                   | Plaza de España                  |       |
| 5522   | Templo de Debod                               | 62                                             |                                  |       |
| 2753   | Ferraz-Quintana                               | 62                                             |                                  |       |
| 2785   | Marqués de Urquijo-Teleférico                 | 62                                             |                                  |       |
| 2786   | Ferraz-Romero Robledo                         | 62                                             |                                  |       |
| 4235   | Lisboa                                        |                                                |                                  |       |
| 4234   | PINTOR ROSALES                                |                                                |                                  |       |

## Galería de imágenes

Mapa zonal de la estación de metro de Velázquez con los recorridos de las líneas de autobuses, entre las que aparece el 74.
Mapa zonal de la estación de metro de Serrano con los recorridos de las líneas de autobuses, entre las que aparece el 74.
Mapa zonal de la estación de metro de Núñez de Balboa con los recorridos de las líneas de autobuses, entre las que aparece el 74.
Mapa zonal de la estación de metro de Lista con los recorridos de las líneas de autobuses, entre las que aparece el 74.
Mapa zonal de la estación de metro de Diego de León con los recorridos de las líneas de autobuses, entre las que aparece el 74 (al este).
Mapa zonal de la estación de metro de Ventas con los recorridos de las líneas de autobuses, entre las que aparece el 74.
Mapa zonal de la estación de metro de Parque de las Avenidas con los recorridos de las líneas de autobuses, entre las que aparece el 74.